# Böde
Böde is een plaats (község) en gemeente in het Hongaarse comitaat Zala. Böde telt 301 inwoners (2001).

## Foto's

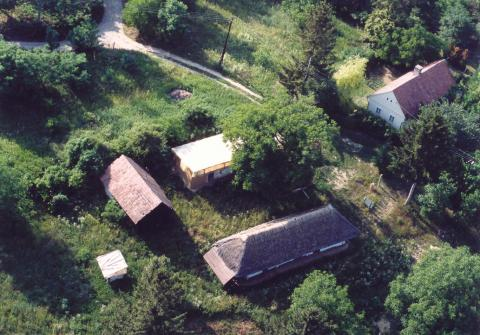
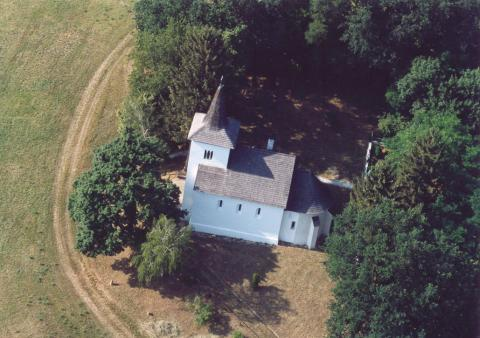